# Josep Lluís Núñez
Josep Lluís Núñez i Clemente (ur. 7 września 1931 w Barakaldo, zm. 3 grudnia 2018 w Barcelonie) – hiszpański hotelarz, prezes klubu FC Barcelona w latach 1978–2000. Właściciel sieci hoteli Núñez i Navarro Hotels.

## Rządy w FC Barcelona
6 maja 1978 został wybrany prezesem FC Barcelona, gdzie na to stanowisko został zaprzysiężony 1 lipca 1978. Za jego kadencji klub zdobył aż 176 trofeów: 30 w piłce nożnej, 36 w koszykówce, 65 w siatkówce, 45 w hokeju na rolkach. W 1999 wszystkie te drużyny zdobyły w swoich ligach po tytule mistrza Hiszpanii. W 1992 zespół piłkarski zdobył Puchar Europy.
Oprócz sukcesów sportowych za kadencji Núñeza w klubie dokonano szereg inwestycji: powiększenie pojemności Camp Nou z 77 905 do 106 000 widzów, wzrost liczby fanklubów (96 w Hiszpanii, 1300 na świecie), budowa Mini Estadi (stadion FC Barcelona B) w 1982, otwarcie muzeum w 1984 roku, zwiększenie pojemności Palau Blaugrany do 8500 widzów, a także wykupił ziemię, na której zbudowano kompleks sportowy klubu Ciutat Esportiva Joan Gamper, oraz otworzył w 1979 roku szkółkę piłkarską La Masia.
Sprawował stanowisko prezesa FC Barcelona do 23 lipca 2000, co czyni go najdłużej sprawującym prezesem w historii klubu.

## Sukcesy FC Barcelony za kadencji Núñeza
- Mistrzostwo Hiszpanii: 1985, 1991, 1992, 1993, 1994, 1998, 1999
- Puchar Hiszpanii: 1981, 1983, 1988, 1990, 1997, 1998
- Puchar Ligi: 1983, 1986
- Superpuchar Hiszpanii: 1983, 1991, 1992, 1994, 1996
- Puchar Europy: 1992
- Puchar Zdobywców Pucharów: 1979, 1982, 1989, 1997
- Superpuchar Europy: 1992, 1997

## Krytyka
Núñez mimo swoich osiągnięć nie był zbyt popularny. Odmawiał swoim zawodnikom wypłaty wysokich pensji, z powodu czego zyskał wielu krytyków oraz z klubu odchodzili tacy zawodnicy jak m.in.: Diego Maradona, Ronaldo, Bernd Schuster, Christo Stoiczkow i Luís Figo.

## Wyrok
Núñez dnia 21 października 2014 wraz z synem został skazany na 2,5 roku więzienia za korupcję na pracowniku Urzędu Skarbowego oraz otrzymał wraz z nim zakaz pełnienia funkcji publicznych przez najbliższych 7 lat oraz 1,5 miliona euro grzywny.